# Movimento Bhoodan

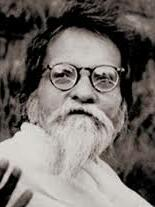
Vinoba Bhave, o líder do Movimento Bhoodan que pedia doações de terras aos latifundiários para promover uma reforma agrária pacífica na Índia.

O movimento Bhoodan foi um um movimento voluntário de reforma agrária na Índia pós-independente, iniciado por Vinoba Bhave, um seguidor de Mahatma Gandhi e da não-violência.
Buscou convencer os proprietários de terras ricos a doar parte de suas terras para as pessoas sem terra, através de uma campanha pacífica e persuasiva.
Começou em 1951 na aldeia de Pochampally, em Andra Pradexe, onde um proprietário de terras doou 100 acres (40 ha) de terra. Outros proprietários de terras seguiram o exemplo, incluindo o Nizã de Haiderabade e o Maharaja de Ramgarh Raj, que doaram 14.000 e 200.000 acres (57 e 810 quilômetros quadrados) respectivamente.
Teve o apoio do Congresso e de outros líderes sociais como Jayaprakash Narayan, que se juntou ao movimento em 1953.
Inspirou outros movimentos como o Gramdan, o Shramdan e o Sampattidan, que visavam promover a Sarvodaya e a Gram Swarajya, ou seja, o bem-estar e a autogovernação das aldeias.

## Sugestões de leitura
- Bhoodan and the Landless, S. V. Khandewale & K. R. Nanekar, Popular Prakashan, 1973
- Bhoodan Movement in India: An Economic Assessment, Raghavendra Nath Misra, Nova Deli: S. Chand & Company Pvt Ltd, 1972.
- Moved by Love, Vinoba Bhave, Paramdhan Prakashan, 1994.